# Anne Danican Philidor
Anne Danican Philidor (Parijs, 11 april 1681 - aldaar, 8 oktober 1728) was een Franse componist en hoboïst, een telg uit een uitgebreide Franse muzikale familie, die in 1725 het Concert spirituel heeft opgericht. 
Zijn vader André Danican Philidor, ook bekend als Philidor l'ainé (Philidor de oudere) was musicus aan het hof van Lodewijk XIV van Frankrijk en als hoboïst lid van de militaire kapel Grande Écurie aan het hof in Versailles. Bij zijn vader kreeg Anne Danican ook de eerste muzieklessen en hij werkte vanaf 14 december 1698 in de Koninklijke muziek-bibliotheek. Hij bouwde de Collection Toulouse-Philidor in deze bibliotheek op. 
In 1704 werd hij hoboïst in het Orchestre de Symphonistes de la Chapelle du Roi en in 1712 hoboïst in het Koninklijke kamerorkest. Hij was verder Surintendant de la Musique du prince de Conti.
Naast oprichter was hij ook dirigent van het orkest van de Concert-Spirituel tot 1728. Eveneens was hij in de zomer regelmatig dirigent van de concerten van de Duchesse du Maine.

## Composities

### Werken voor orkest
- 1697 L’Amour vainqueur, pastorale
- 1698 Diane et Endimion, pastorale heroïque
- 1698 Air à boire
- 1699 Bourrée et trio
- 1700 Les Amazones, mascarade
- 1700 Le Lendemain de la noce de village, mascarade
- 1712 Le Jugement de Pâris
- 1715 Chaconne et simphonie de la Fête-Dieu

### Werken voor harmonieorkest
- 1703 La Marche des Canonniers de La Rochelle
- 1703 Air à boire
- 1705 La Marche des Boulonnais

### Toneelwerken
- 1697 L'Amour vainqueur, opera
- 1698 Diane et Endymion, opera
- 1701 Danaé, opera

### Missen en gewijde muziek
- 1704 Te Deum - pour la victoire de Malaga
- 1726 Domini est terra (psaume 123), motet

### Kamermuziek
- 1712 Sonate in d-klein, voor blokfluit en basso continuo
- 1712 11 menuets
- 1712 20 pièces, voor fluit, viool en hobo
- 1714 29 pièces, voor fluit, viool en hobo
- 1714 Suiten, voor altblokfluit en basso continuo, op.2 Nr. 1-3
- 1714 Suiten, voor altblokfluit en basso continuo, op.2 Nr. 4-6
- 1719 1 menuet et 2 trios
- 1725 Sonata in d-klein, voor hobo en gitaar
  1. Lentement
  2. Fugue
  3. Courante
  4.  ? les Notes égales et détachez
  5. Fugue
- Premier livre de pièces pour la flûte traversière ou la flûte à bec alto ou le violon et basse continue (clavecin ou piano)
- Suite I g-klein, voor hobo en basso continuo

- Biblioteca Nacional de España: XX1754259
- Bibliothèque nationale de France: cb144176975 (data)
- Gemeinsame Normdatei: 134484320
- International Standard Name Identifier: 0000 0001 0919 2393
- Library of Congress Control Number: n85352580
- MusicBrainz: 78f701e1-e572-4db1-8be3-fec6231d7474
- Nationale Bibliotheek van Tsjechië: jx20080909021
- Nationale Bibliotheek van Israël: 987007285107605171
- Nederlandse Thesaurus van Auteursnamen: 073632597
- Istituto Centrale per il Catalogo Unico: SBLV161834
- SNAC: w69c97b6
- Système universitaire de documentation: 146783425
- Trove: 989239
- Virtual International Authority File: 79180604
- WorldCat: E39PBJg4qt6xfVkwRMYxT7RR8C